# Суперкубок Словаччини з футболу 2002
Суперкубок Словаччини з футболу 2002 — 6-й розіграш турніру. Матч відбувся 6 липня 2002 року між чемпіоном Словаччини Жиліною та володарем кубка Словаччини клубом Коба. 
| Володар Суперкубка Словаччини 2002 |
| ---------------------------------- |
|                                    |
| Коба Перший титул                  |

## Матч

### Деталі
| 6 липня 2002 |

| Жиліна | 1:1 дч пен. 3:4 | Коба |
| ------ | --------------- | ---- |
|        | Протокол        |      |

| Штадіон ФК «ВіОн», Златі Моравці |